# Franskmannen
Franskmannen est une île dans le landskap Sunnhordland du comté de Vestland. Elle appartient administrativement à Øygarden.

## Géographie
Rocheuse et couverte d'arbres, à fleur d'eau, elle s'étend sur environ 81 m de longueur pour une largeur approximative de 78 m. Elle compte 2 habitations. 